# 昂贝斯
昂贝斯（法語：Ambès，法語發音：[ɑ̃bɛs]）是法国吉伦特省的一个市镇，位于该省中部偏北，属于波尔多区。加龍河和多爾多涅河在境内的昂贝斯角交汇为吉伦特河口。

## 地理
昂贝斯（45°0'38"N, 0°31'55"W）面积28.85 平方千米，位于法国新阿基坦大区吉倫特省，该省份为法国西南部沿海省份，是法國本土面积最大的省，北起滨海夏朗德省，西临大西洋，南至朗德省，东南接洛特-加龍省，东临多爾多涅省。
与昂贝斯接壤的市镇（或旧市镇、城区）包括：普里尼亚克和马尔康、昂巴雷斯和拉格拉沃、吉伦特河畔巴永、布尔、吕东梅多克、马科、圣路易德蒙费朗、圣瑟兰德布尔、圣樊尚德保罗。
昂贝斯的时区为UTC+01:00、UTC+02:00（夏令时）。

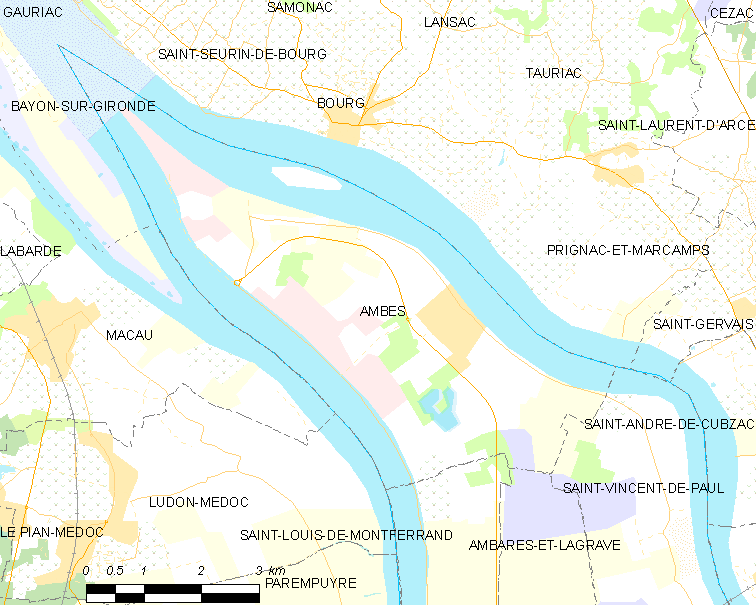
昂贝斯的OSM定位图

## 行政
昂贝斯的邮政编码为33810，INSEE市镇编码为33004。

## 政治
昂贝斯所属的省级选区为半岛县。

## 人口

1962-2008年间昂贝斯人口变化图示

昂贝斯于2022年1月1日时的人口数量为3291人。